# Dorfkirche Garzau

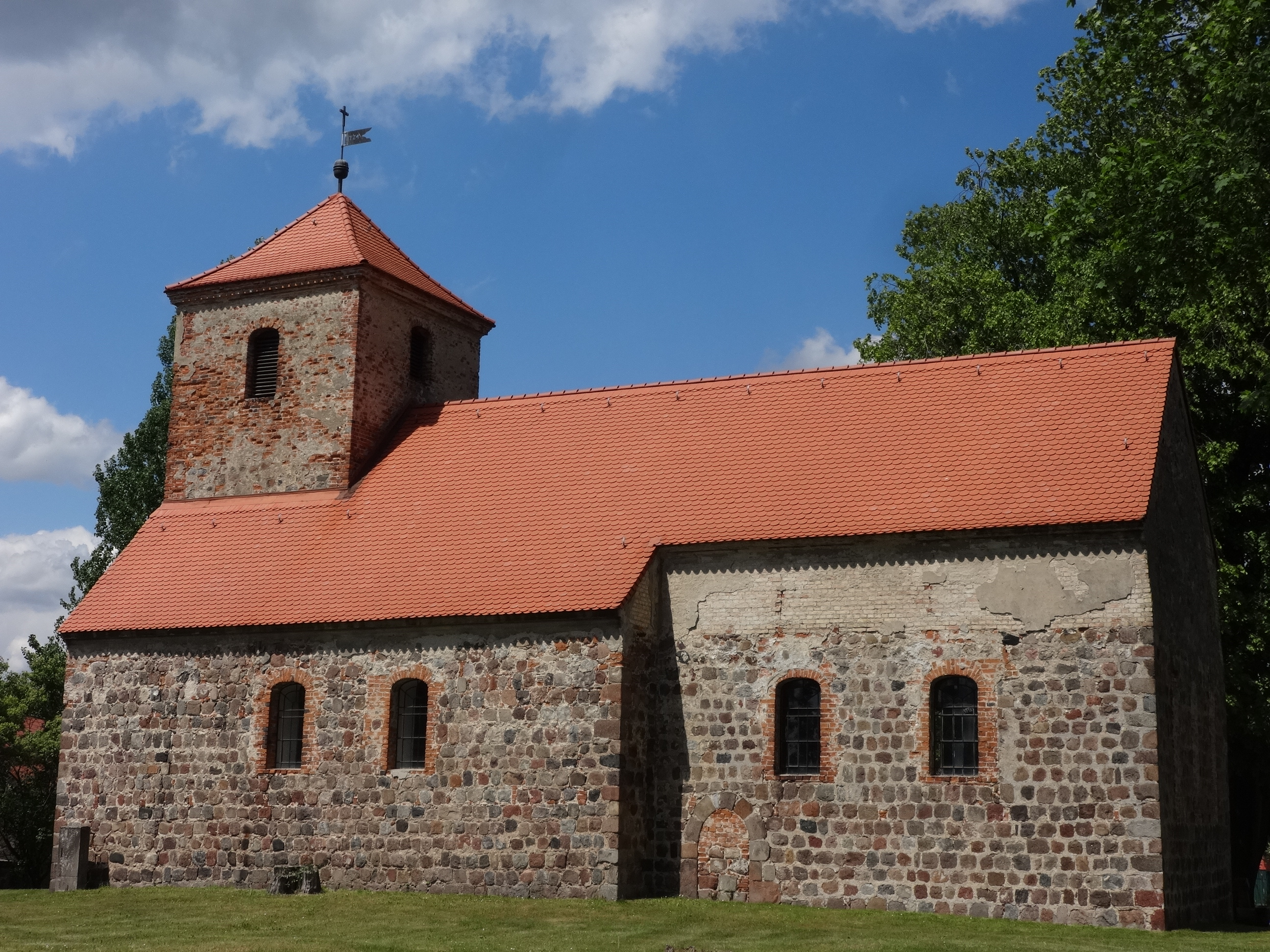
Feldsteinkirche Garzau im Mai 2015

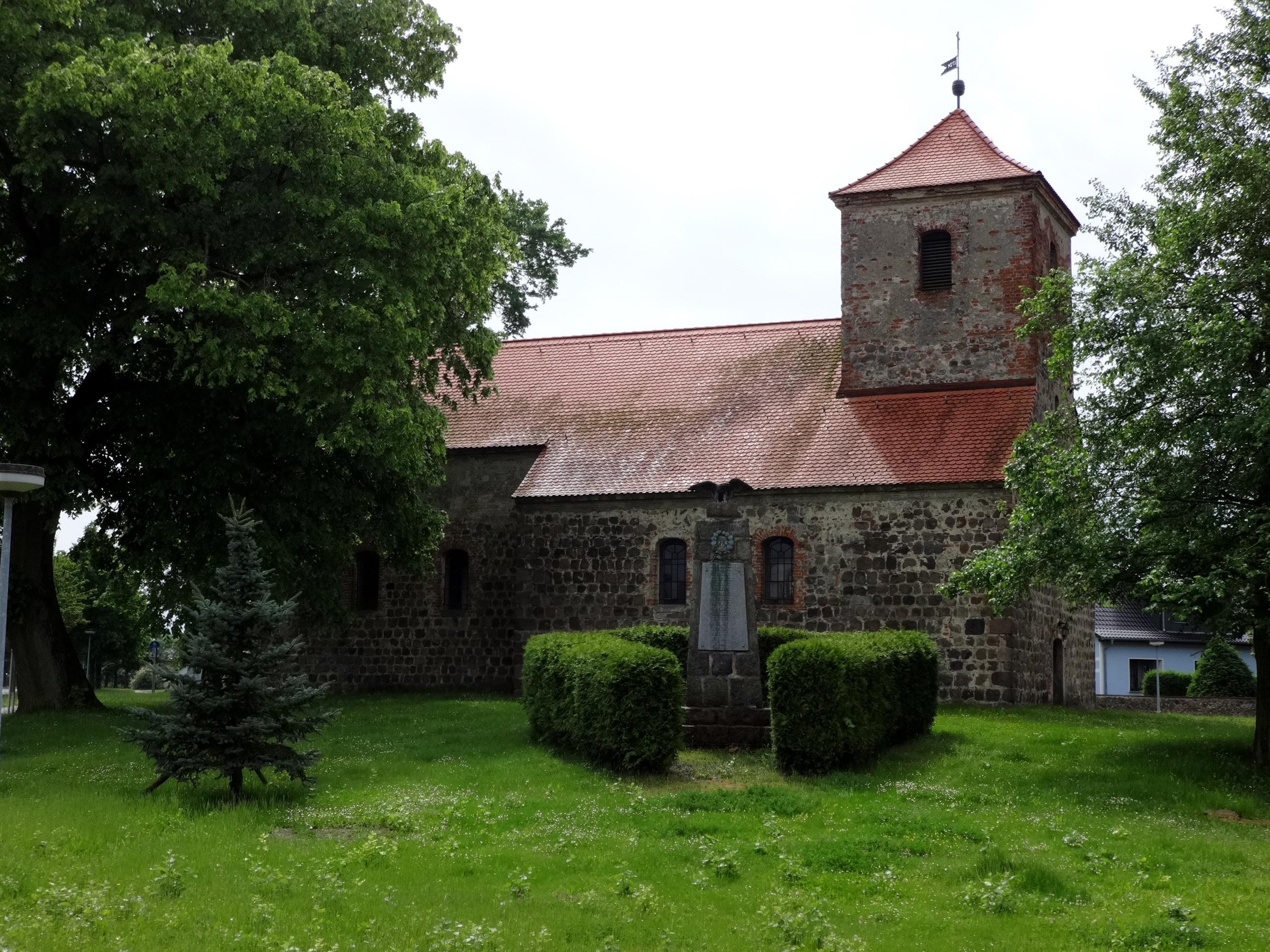
Nordansicht der Kirche

Die Dorfkirche Garzau ist die evangelische Kirche von Garzau, einem Ortsteil der Gemeinde Garzau-Garzin im Landkreis Märkisch-Oderland in Brandenburg.

## Zugehörigkeit, Gemeinde und heutige Nutzung
Das Angerdorf Garzau wurde erstmals 1247 als Grenzort Garzou im Besitz des Klosters Zinna aufgeführt und ist damit älter als das Straßenangerdorf Garzin von 1309. Beide gelangen im 14. und 15. Jahrhundert in den Besitz des Adelsgeschlechts Wulkow, die sie an die von Pfuel veräußerten. Garzau und Garzin schlossen sich am 31. Dezember 2011 zu einer Gemeinde zusammen. Die Kirchengemeinde gehört zur Evangelischen Kirchengemeinde Herzfelde-Rehfelde im Kirchenkreis Oderland-Spree der Evangelischen Landeskirche Berlin-Brandenburg-schlesische Oberlausitz (EKBO).

## Geschichte
Über die Geschichte der Kirche ist nur wenig überliefert. Sie wurde zum Ende des 13. Jahrhunderts errichtet und war von einem Friedhof umgeben. Dieser wurde Ende des 19. Jahrhunderts im Zuge einer Neuanlage in der Heerstraße geschlossen. Im Dreißigjährigen Krieg (1618–1648) wurde das Bauwerk – anders als ihr Pendant in Garzin – zerstört und lag bis 1723 wüst. 1724 erfolgte auf Initiative des Hofrats Johann Casper Berger der Wiederaufbau. Seine farblich gestaltete Grabplatte befindet sich vor dem Altar im Innenraum der Kirche. In den Jahren 1993 und 1994 wurde die Kirche restauriert. Dabei gestaltete man den Innenraum farblich neu und baute eine Winterkirche ein. Das Dach wurde ebenfalls neu gedeckt und dabei die Wetterfahne mit der Jahreszahl „1724“ wie auch die Kugel restauriert. Am 10. April 1994 feierte man den Abschluss der Arbeiten mit einem Gottesdienst. Seit 2004 ist das Kirchenschiff mit einer elektrischen Beleuchtung ausgestattet.

## Architektur
Die einschiffige Saalkirche verfügt über einen rechteckigen Grundriss und misst 13,3 Meter in der Länge sowie 10,8 Meter in der Breite. Der ebenfalls rechteckige Chor hat die Abmessungen 9,1 Meter × 8,1 Meter. Errichtet wurde sie aus gleichmäßig behauenen Feldsteinen, die in einer Wandstärke von 1,23 Metern aufgeschichtet wurden. Lediglich die Westseite weist eine Stärke von 1,38 Metern auf.
An der östlichen Chorwand befinden sich drei vermauerte Lanzettfenster. Sie stehen sinnbildlich für die Trinität. An der Südseite sind je zwei paarweise angeordnete, korbförmige Fenster eingebaut, die vermutlich bei der Rekonstruktion 1724 ihre heutige Form erhielten. Im Bereich des Chors ist weiterhin die mit Ziegeln und Granitsteinen verschlossene Priesterpforte zu erkennen. An der Nordseite sind ebenfalls vier korbförmige Fenster verbaut. Auch hier ist eine verschlossene Pforte zu erkennen, deren Form jedoch nicht mehr eindeutig identifiziert werden kann. Vermutlich handelt es sich dabei um die Frauenpforte. Nördlich der Kirche befindet sich auf dem Anger ein Gedenkstein für die Gefallenen aus dem Ersten Weltkrieg.
Über dem Westgiebel ragt ein kleiner, aus Mauerziegeln errichteter Kirchturm empor, der mit einem Zeltdach verkleidet ist. In allen vier Seiten des Turms ist je eine bogenförmige, mit Backsteingewänden eingefasste Schallluke zu erkennen, in die die Klanglamellen eingefügt sind. Dahinter befinden sich drei Glocken aus dem Jahr 1923 mit einem Durchmesser von 113 cm, 90 cm und 76 cm.

## Innenraum und Inventar

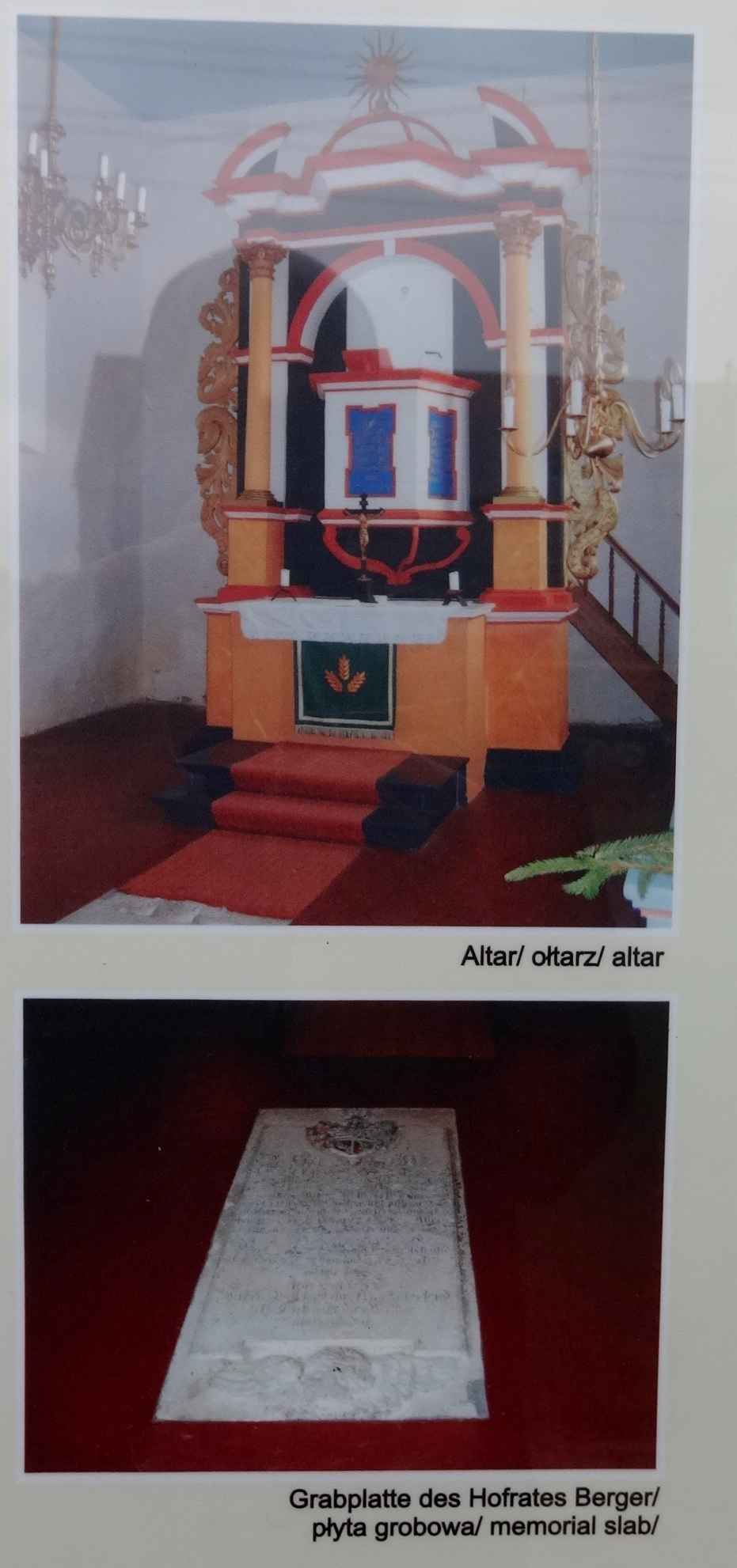
Altar sowie Grabplatte von Berger

Der Kanzelaltar entstand im 18. Jahrhundert. Er besteht aus Holz, ist reichhaltig verziert und in einem ockerfarbenen Ton gehalten. Der Altaraufsatz ist mit weiß-roten Elementen geschmückt. Auf ihm steht ein ca. 75 cm hohes, rund 100 Jahre altes Metallkreuz. Aus dem Mittelalter ist lediglich der 85 cm hohe Taufstein erhalten geblieben. Er besteht aus einem ockerfarben gefärbten Kalkstein. Die viereckige Kuppa weist eine Kantenlänge von 48 cm auf. Daneben existieren eine Taufschale ohne Datierung sowie ein Messingleuchter, der nach dem Brand aus dem Schloss Garzau 1910 der Kirche gespendet wurde. Sein Alter wird auf rund 150 Jahre geschätzt. Ein Leuchter aus dem 18. Jahrhundert befindet sich in der Kirche in Hennickendorf. Die Westempore aus dem Jahr 1768 weist in der Mitte über dem Eingang einen Bogen auf. Hier stand bis 1945 eine Orgel. Das Kirchengestühl auf der Empore wurde in den Jahren 1946 und 1947 entfernt. Die Empore ist in einem hellblauen Farbton gehalten. Zwei rote, parallel verlaufende Streifen an der oberen und unteren Front umfassen insgesamt acht gelb eingefasste, rechteckige Felder. Die flache, ungegliederte Decke ist ebenfalls in einem hellblauen Farbton gehalten.